# Novella
A novella a szépirodalomhoz tartozó kisepikai műfaj. Cselekménye általában egy, néha több szálon fut. Legtöbbször kevés szereplő jelenik meg benne. Lezárására jellemző lehet egy váratlan fordulat, de az is, hogy a történet egyszerűen nyugvópontra jut.
A novella név az olasz nyelvben eredetileg olyan történetet jelentett, amely a mindennapi élet új helyzeteiből és eseményeiből veszi tárgyát; ez különböztette meg az epikától, amely a köztudatban élő mondai anyagból merített.

## A világirodalomban

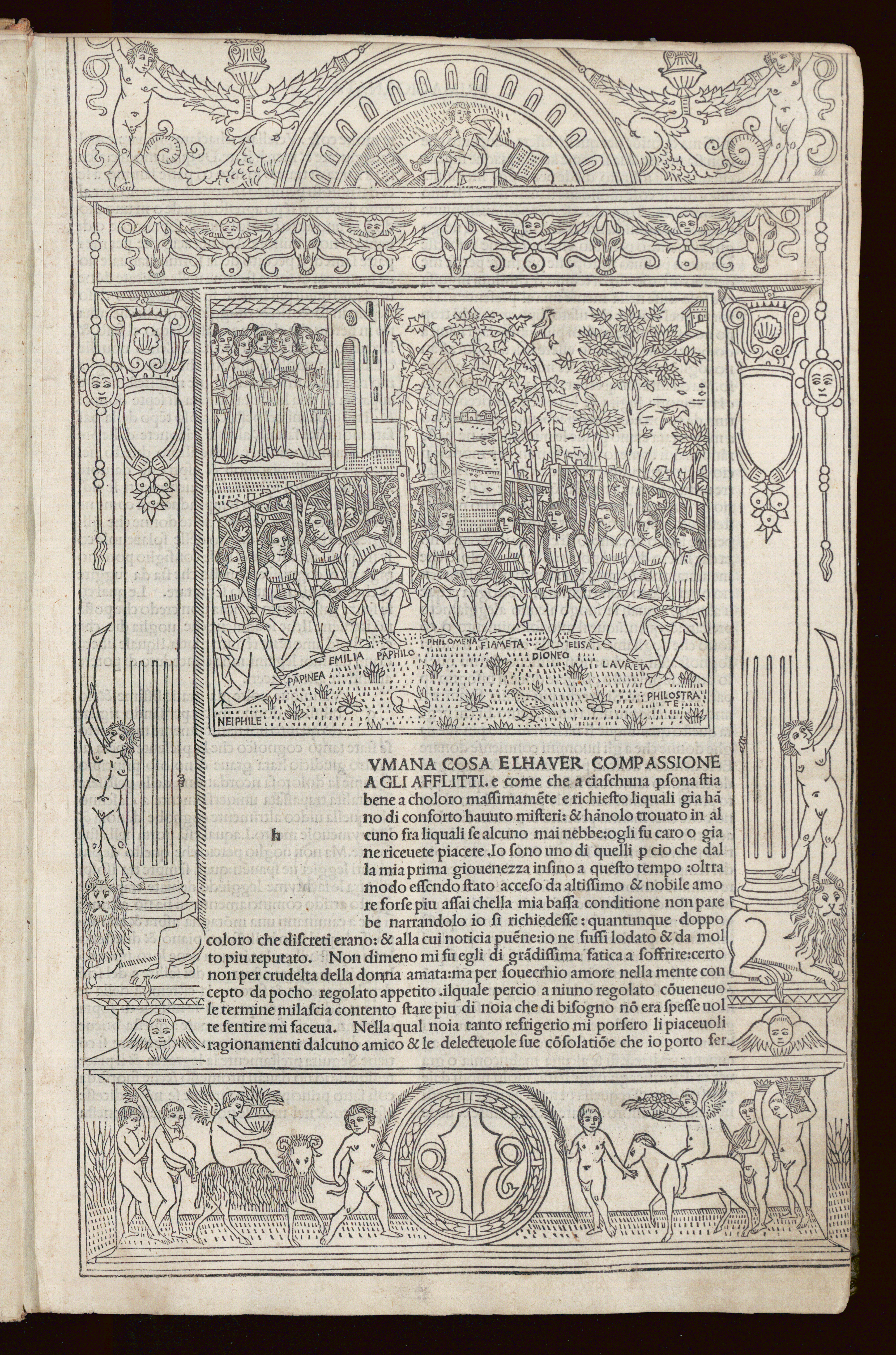
Boccaccio: Dekameron

A műfaj eredete az ókorba nyúlik vissza. A hosszabb epikai művek epizódjaként szerepelt. Ilyen az első században élt Petronius Arbiter Satyriconjában az epheszoszi özvegy története.
Az európai nemzetek irodalmában a novellák elődei a francia fabliau-k voltak. Az itáliai reneszánsz idején a novellát Boccaccio emelte művészetté, a Dekameron című novellagyűjteményével, különösen az előadás eleganciája és kelleme, a hang és a színezés változatossága tekintetében.

### Híres novellák a világirodalomban
- Giovanni Boccaccio: Dekameron: Első nap, első novella, Harmadik nap, első novella, Ötödik nap, kilencedik novella
- Washington Irving: Rip van Winkle, Az Álmosvölgy legendája
- Edgar Allan Poe: Az Usher-ház vége, A Morgue utcai kettős gyilkosság, Az ellopott levél, A kút és az inga
- Nyikolaj Vasziljevics Gogol: A köpönyeg, Az orr, Az őrült naplója
- Gottfried Keller: Falusi Romeo és Júlia
- Guy de Maupassant: Gömböc, Virrasztás
- Anton Pavlovics Csehov: A csinovnyik halála, Anna a férje nyakán, A 6-os számú kórterem, A kutyás hölgy, Szakadékban
- Thomas Mann: Wälsung-vér, Trisztán, Tonio Kröger, Halál Velencében, Mario és a varázsló
- Stefan Zweig: Könyves Mendel, Sakknovella, Érzések zűrzavara
- Franz Kafka: Az átváltozás, A törvény kapujában

## A magyar irodalomban

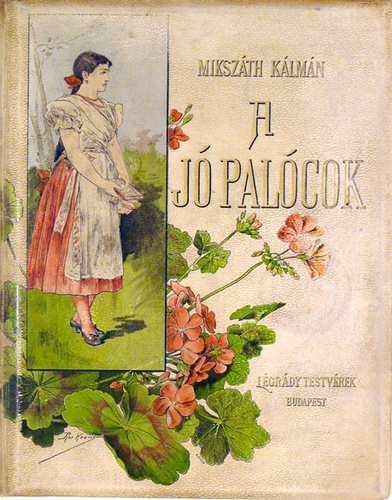
Mikszáth Kálmán: A jó palócok

A magyar irodalomban a 16. század verses és prózai elbeszélései között találhatók novellafélék, de ezek mind fordítások. Az első eredeti tárgyú verses novellákat Gyöngyösi István írta. A prózai novella a 18. században honosodott meg a magyar irodalomban, legkitűnőbb a műfajban Kármán József volt. A 19. század elején Kisfaludy Károly tette a novellát állandó műfajjá; fejlődésére Fáy András, Gaal József, Kuthy Lajos, Kincses Pál voltak nagyobb hatással, míg Jókai Mór, Kemény Zsigmond, Eötvös József, Gyulai Pál a nyugati irodalmakéval egyenlő színvonalra emelték. A 19. század végi – 20. század eleji magyar novellisták közül említésre méltó: Tolnai Lajos, Mikszáth Kálmán, Herczeg Ferenc, Gárdonyi Géza, Petelei István, Csáth Géza, Kosztolányi Dezső, Tamási Áron, Móricz Zsigmond, Örkény István, Mándy Iván, Lázár Ervin.

### Híres magyar novellák
- Jókai Mór: A nagyenyedi két fűzfa, Az utolsó budai basa
- Mikszáth Kálmán: Az a fekete folt, A néhai Bárány, Bede Anna tartozása, Szegény Gélyi János lovai
- Krúdy Gyula: Női arckép a kisvárosban, Szindbád útja a halálnál, Utolsó szivar az Arabs Szürkénél
- Móricz Zsigmond: Hét krajcár, Tragédia, Szegény emberek, Barbárok
- Csáth Géza: A varázsló kertje, A varázsló halála, Anyagyilkosság, A kis Emma, A béka
- Kosztolányi Dezső: Fürdés, A kulcs, Az utolsó fölolvasás, Omlette á Woburn
- Karinthy Frigyes: A rossz tanuló felel, Röhög az egész osztály, Magyarázom a bizonyítványom, Lógok a szeren, Barabbás
- Déry Tibor: Két asszony, Szerelem
- Szerb Antal: Szerelem a palackban, Madelon, az eb, Gondolatok a könyvtárban, A menthetetlen
- Ottlik Géza: Minden megvan
- Mészöly Miklós: Jelentés öt egérről, Magasiskola
- Hajnóczy Péter: Az alkoholista, A fűtő, A hangya és a tücsök

## Feldolgozások
A novella az egyik legnépszerűbb irodalmi műfaj, amelynek legkülönbözőbb témájú változatait filmen is gyakran feldolgozzák, legyen az dráma, krimi, sci-fi stb.